# Сергеево (Вытегорский район)
Сергеево — деревня в Вытегорском районе Вологодской области.
Входит в состав Андомского сельского поселения, с точки зрения административно-территориального деления — в Андомский сельсовет.
Расположена на правом берегу реки Андома. Расстояние по автодороге до районного центра Вытегры — 32 км, до центра муниципального образования села Андомский Погост — 0,6 км. Ближайшие населённые пункты — Андомский Погост, Березина, Ладина, Маковская, Михалево, Терово, Трошигино, Устеново.
По данным переписи в 2002 году постоянного населения не было.